# كلوزياوات
الكلوزياوات (الاسم العلمي:Clusioideae) هي أسرة من النباتات تتبع فصيلة الكلوزية من رتبة الملبيغيات.

## التصنيف
- الكلوزياوية
  - الكلوزية
- الغرسنياوية
  - الغرسنية